# 朗多涅
朗多涅（法語：Randogne，法語發音：[ʁɑ̃dɔɲ]）是瑞士瓦莱州的一个旧市镇，位於該國南部，面積16.88平方公里，海拔高度1,220米，2011年人口4,201，五成半人口信奉羅馬天主教，人口密度每平方公里249人。

## 外部連結
- Official website （法文）
- Webcam in Randogne （页面存档备份，存于） （英文）